# M. Iline
Pour les articles homonymes, voir Iline.
M. Iline de son vrai nom Ilia Iakovlevitch Marchak (en russe Илья́ Я́ковлевич Марша́к), né le 29 décembre 1895 (10 janvier 1896 dans le calendrier grégorien) à Bakhmout et mort le 15 novembre 1953 à Moscou, est un écrivain soviétique, il est le frère de Samouil Marchak. 

## Biographie
Né le 29 décembre 1895 à Bakhmout, dans le gouvernement de Iekaterinoslav de l'Empire russe. À l'automne 1915, il entre à la Faculté de physique et de mathématiques de l'Université de Saint-Pétersbourg. En 1920, il entre à la faculté de chimie de l'Institut polytechnique de Krasnodar, en 1922 il est transféré à l'Institut technologique de Léningrad dont il sort diplômé en 1925. Il a travaillé comme chef de laboratoire de l'usine Nevsky Stearin, d'où il est contraint de démissionner en 1929 en raison d'une tuberculose aggravée.
Depuis 1924, dans le journal Vorobeï (plus tard Nouveau Robinson), il dirige la Page chimique et le Laboratoire Nouveau Robinson. En 1927, il publie le livre Le Soleil sur la table, en 1929, les histoires pour enfants sur des choses simples Cent mille pourquoi publié dans le magazine Tchij. Le livre sur le premier plan quinquennal L'Histoire du grand plan (1930) et sa suite - Montagnes et Peuples (1932) racontent le travail des académiciens Nikolaï Vavilov et Trofim Lyssenko et parlent de l'importance des dirigeants de l'URSS Staline et Lénine. Dans le développement de ce thème, Iline écrit Aujourd'hui et Hier et Conquête de la nature. Il écrit également sur l'histoire de la culture et sur l'histoire des sciences - Histoires de choses, Comment un homme est devenu un géant. Plusieurs de ses œuvres sont publiées par la maison d'édition Detskaïa literatoura fondée le 9 septembre 1933. 
Pendant la Grande Guerre patriotique, il a écrit un certain nombre d'articles pour le Sovinformburo.. 
Décédé le 15 novembre 1953 à Moscou à l'âge de 57 ans, il est inhumé au cimetière de Novodevitchi.

## Récompenses
- 1939 : ordre du Drapeau rouge du Travail
- 1946 : Médaille Pour le travail vaillant dans la Grande Guerre patriotique 1941–1945